# Flávio Império
Flávio Império (São Paulo, 19 de dezembro de 1935 — São Paulo, 7 de setembro de 1985) foi um cenógrafo, arquiteto e artista plástico brasileiro.
Venceu o Prémio Jabuti de 1967 pelas ilustrações da obra Sexo e sedução.

## Biografia

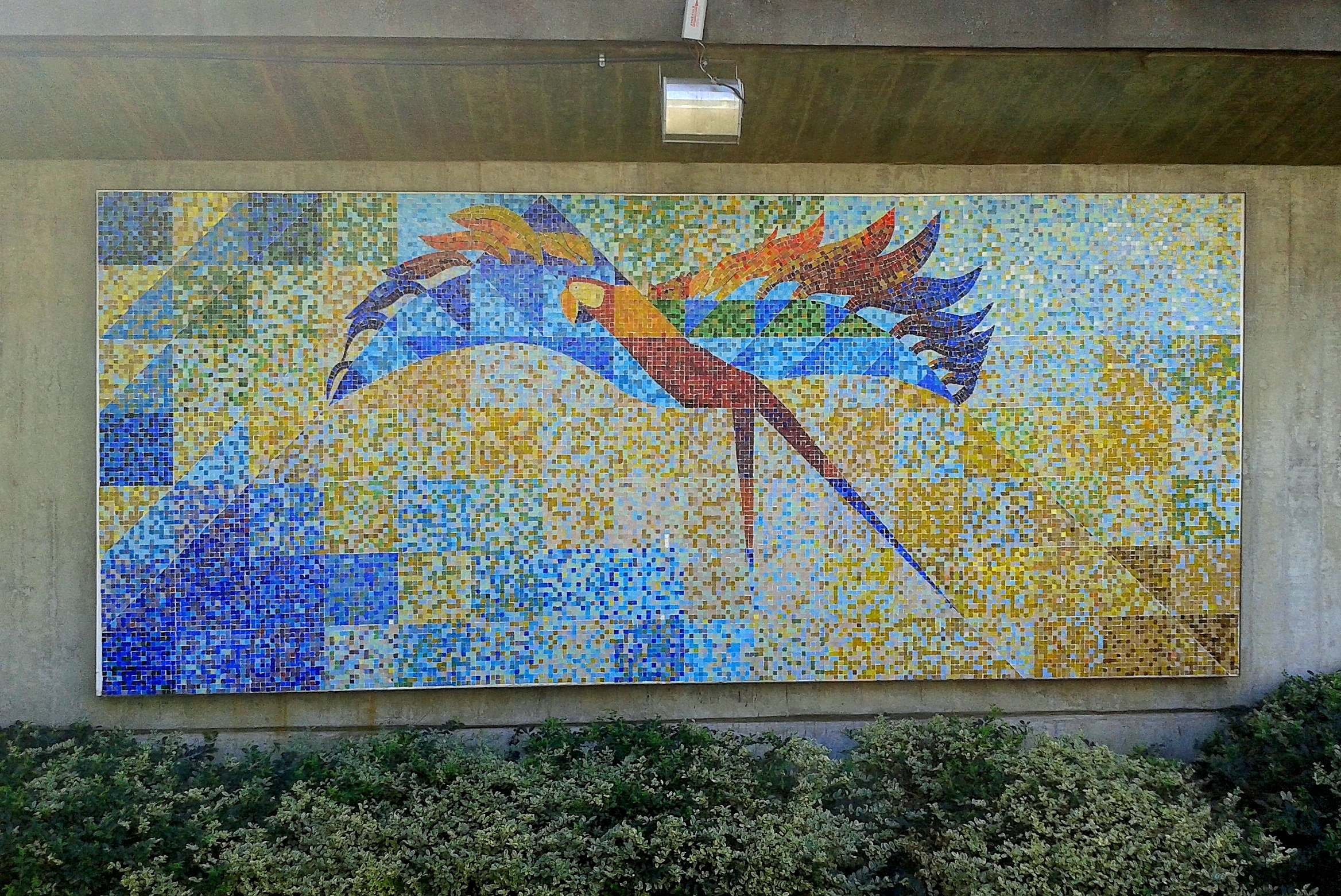
Arara (1981). Projetada por Império, foi montada apenas em 2006 no Centro Cultural São Paulo, onde encontra-se exposta como parte da coleção de arte da cidade de São Paulo.

Arquiteto, professor de urbanismo, pintor e cenógrafo, Império foi considerado ums dos melhores cenógrafos que o teatro brasileiro já conheceu. Depois de ganhar uma bolsa de estudos na extinta Escola de Artesanato do Museu de Arte Moderna, ingressou na Faculdade de Arquitetura e Urbanismo da Universidade de São Paulo (FAUUSP) em 1956, de onde se tornou professor. Lá, trabalhou no Grupo Arquitetura Nova com os arquitetos Sérgio Ferro e Rodrigo Lefèvre. Ao mesmo tempo, trabalha como cenógrafo, figurinista e diretor no grupo de teatro amador da Comunidade Cristo Operário, na periferia de São Paulo.
Participa do Teatro de Arena junto com Gianfrancesco Guarnieri e Augusto Boal. Ganha destaque no meio teatral paulista em 1959 quando concebe os cenários e figurinos a peça Morte e vida severina para o Teatro Experimental Cacilda Becker. Trabalhou também no Teatro Oficina com José Celso Martinez Correa.
No Teatro de Arena ele criou algumas cenografias importantes para os espetáculos "Um Bonde Chamado Desejo" de Tennesse Williams, "Todo Anjo é Terrível" de Lope de Vega, "Os Inimigos" de Gorki, "Revellion" com Regina Duarte, Arena Conta Zumbi, Os Fuzis da Senhora Carrar, Arena conta Tiradentes, Roda Viva de Chico Buarque, "Labirinto" com Walmor Chagas, "A Falecida" de Nelson Rodrigues, "Chiquinha Gonzaga" e "Noel Rosa" sob a direção de Celso Nunes no Teato Popular do Sesi.
Foi ele também quem criou cenários para grandes shows musicais exibidos em São Paulo na década de 1970 como "Pássaro da Manhã", "Rosa dos ventos" e "Vinte Anos de Paixão" com Maria Bethânia, "Doces Bárbaros" com Caetano Veloso, Gal Costa, Gilberto Gil e Maria Bethânia.
Portador do vírus da Aids, morreu às vésperas de completar 50 anos, no Hospital do Servidor Público Estadual, em São Paulo, vitimado por uma infecção bacteriana nas meninges. Foi sepultado no Cemitério da Consolação. 
Na cidade do Rio de Janeiro, no bairro de Praça Seca, e no município de Jacareí (SP), no bairro Villa Branca, há ruas com seu nome. Já em São Paulo
há, no bairro da Penha na zona leste, um teatro com o seu nome.